# Château de Monforte (Chaves)
Le château de Monforte ou château de Monforte de Rio Livre est une fortification militaire située dans la freguesia de Águas Frias (pt), sur le territoire de la municipalité de Chaves (district de Vila Real, Portugal),.
Il se dresse sur l'une des falaises de la chaîne de montagnes de Brunheiro, en position dominante sur le village d'Águas Frias et la rivière Livre. Il abritait les principales institutions de l'ancienne municipalité de Monforte de Rio Livre, qui existait entre 1273 et 1853. Il est classé Monument national depuis 1950.

## Historique
L'occupation humaine primitive de son site remonte à un castro préhistorique, selon des preuves archéologiques. Lors de la conquête romaine de la péninsule Ibérique, en raison de la proximité de la voie romaine qui reliait Astorga à Braga, il fut réoccupé, selon le témoignage de deux autels, dont l'un était dédié au dieu Lares.

### Le château médiéval
Monforte de Rio Livre fut intégrée au territoire portugais dès la fondation de la nation. La plus ancienne référence au château médiéval remonte au XIIe siècle, dans un document mentionnant un noble lieutenant (tenens) du château. La cour de Rio Livre fut établie en 1267. En 1273, la ville reçut un bail emphytéotique d'Alphonse III de portugal (1248-1279), date à laquelle commencèrent probablement les travaux de rénovation du complexe, dont la majeure partie subsiste encore aujourd'hui. Ce souverain éleva la ville à la tête du territoire, dans le cadre même de l'organisation de la frontière nord qui donna naissance, par exemple, au château de Montalègre. 
Les travaux de construction se poursuivirent sous le règne de son fils et successeur, Denis Ier de Portugal (1279-1325), et furent achevés en 1312, alors qu'elle était dotée d'un solide donjon et de remparts renforcés par trois tours. À cette époque, la présence d'un alcaide est attestée, et l'espace urbain connut une forte croissance, avec l'agrandissement de l'enceinte. La ville a reçu une charte émise par Alphonse IV de Portugal (1325-1357).
Lorsque la crise portugaise de 1383-1385 éclata, la ville et son château se rangèrent du côté de D. Beatriz et acceptèrent D. Jean Ier de Portugal (1385-1433) dans le cadre de la campagne menée par ce souverain dans le nord du Portugal. Soucieux d'accroître sa population et sa défense, à la demande du maire, Álvaro Gonçalves de Ataíde (pt), ce monarque établit dans la ville un refuge pour cinquante prisonniers (1420). On pense que la construction de la barbacane et des douves qui entouraient le château au début du XVIe siècle date de cette époque, comme le rapporte Duarte de Armas (pt) (Livre des forteresses, vers 1509). Pour remédier à cet état de fait, la ville reçut la Nouvelle Charte de D. Manuel Ier de Portugal (1495-1521).

### De la guerre de Restauration à nos jours
Dans le contexte de la guerre de restauration de l'indépendance portugaise, le Conseil de guerre du roi Jean IV (1640-1656) ordonna la modernisation des défenses de Monforte, les adaptant aux tirs d'artillerie. Un demi-bastion et d'autres structures furent alors érigés à l'est du donjon médiéval.
Les domaines de Monforte de Rio Livre étaient entretenus par la Casa do Infantado (pt), fondée par François de Portugal, fils de Pierre II (1667-1706) et frère de D. João V (1706-1750).
Un plan du XVIIIe siècle documente l'état de ruine de sa fortification, lorsque la ville était habitée par environ 381 personnes. Au début du XIXe siècle, dans le cadre d'une série nationale de travaux visant à améliorer les fortifications, il fut doté de quatre pièces d'artillerie. Avec l'extinction du Conseil de guerre (6 novembre 1853), le château fut abandonné, ainsi que le village.
Le château est classé Monument national par décret du 5 janvier 1950, date à laquelle le gouvernement intervient par des travaux de consolidation et de restauration. Plus récemment, dans les années 1990, une nouvelle campagne d'amélioration a été menée, avec la réalisation d'une petite fouille archéologique.
Aujourd'hui, les abords du château sont le théâtre, chaque été, d'une reconstitution populaire de la foire médiévale avec costumes, jeux et objets d'époque.

## Caractéristiques
Le château médiéval, dont les murailles sont en granite, abondant dans la région, est en assez bon état. Deux portes permettent d'accéder à la place d'armes :
- la Porte da Vila, à l'Ouest, en arc brisé, plus large, communiquant avec la ville médiévale.
- la Porta da Traição , au sud, en arc parfait, avec une portée plus étroite.

Le sommet des murs est traversé par un parapet, par lequel on accède, par une porte, à l'intérieur du donjon. Ce dernier, de plan quadrangulaire , est couronné par une rangée de corbeaux tripartites et divisé intérieurement en trois étages, éclairés par des fissures dans les murs. L'accès se fait, au niveau de l'étage intermédiaire, par une haute porte à arc parfait. À l'étage inférieur se trouve une citerne à plafond voûté. De l'ancienne enceinte de la ville, où se trouvaient à l'origine trois portes, il ne reste que la soi-disant Porta do Galeão.

## Galerie

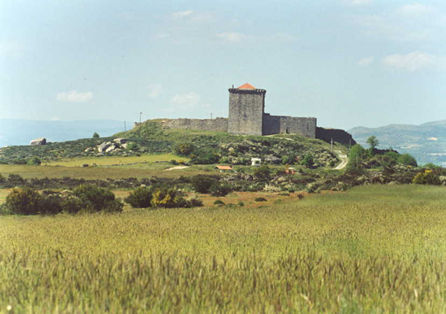
Vue générale.
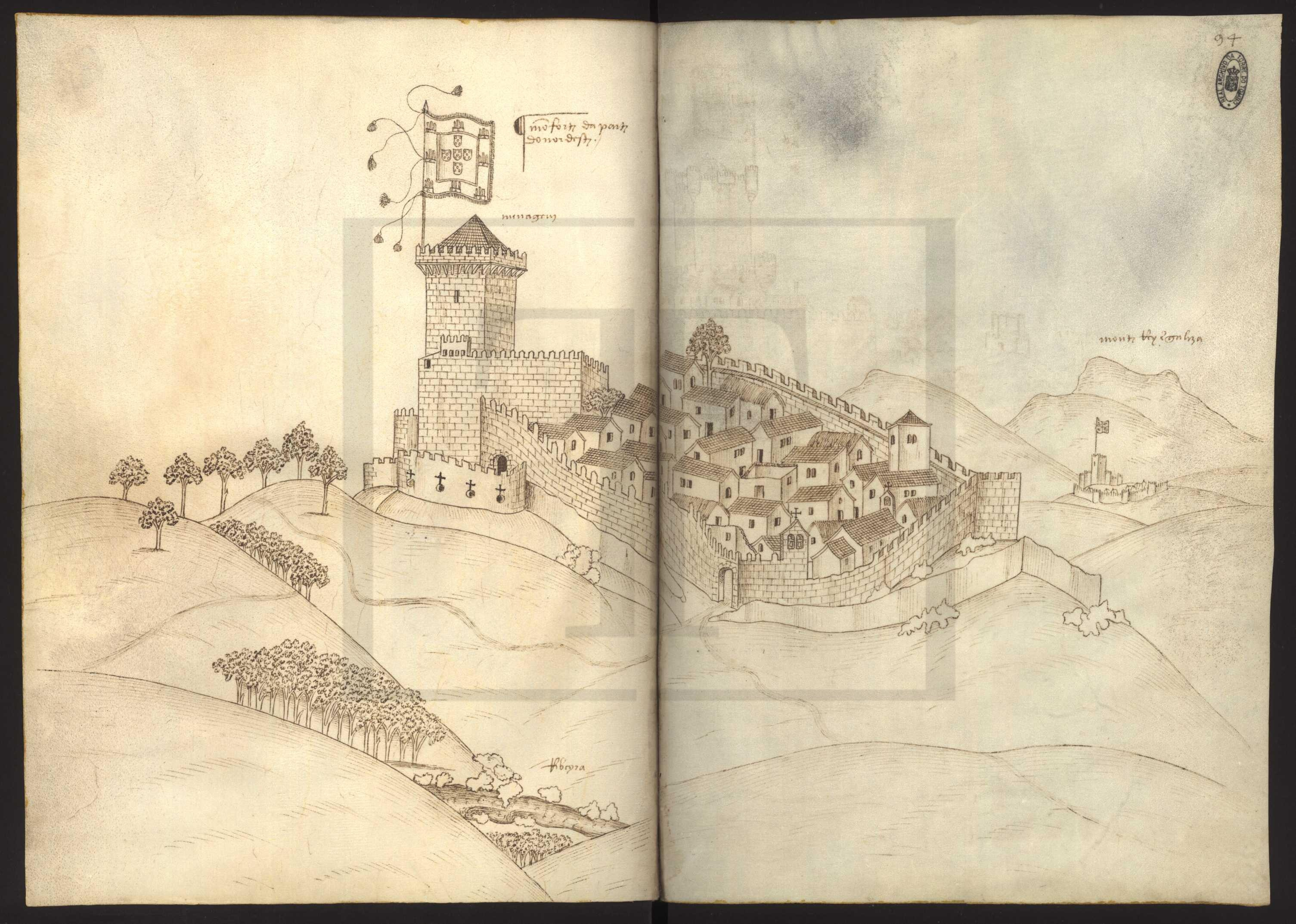
Château de Monforte, Livre des forteresses, 1509-1510.
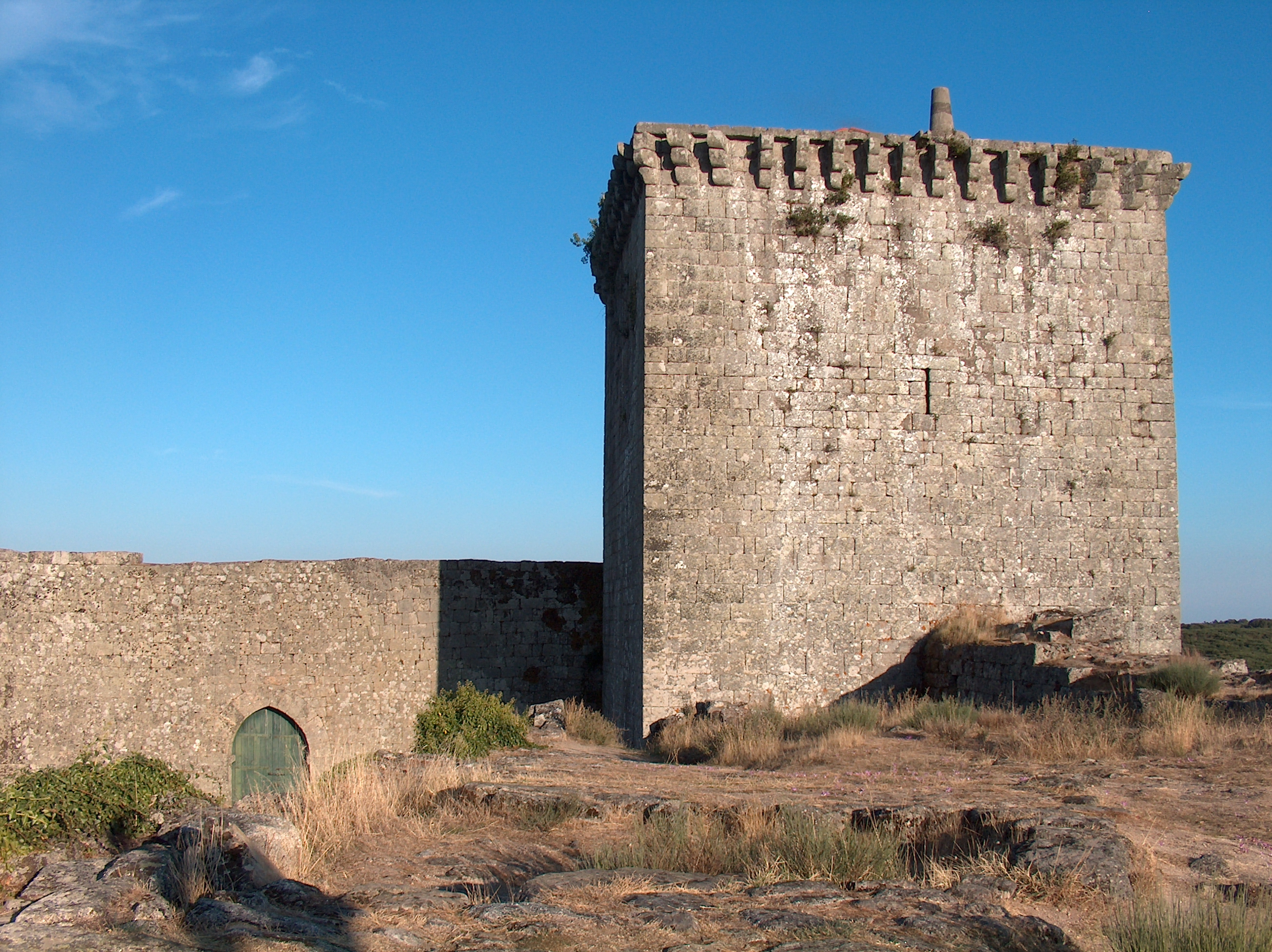
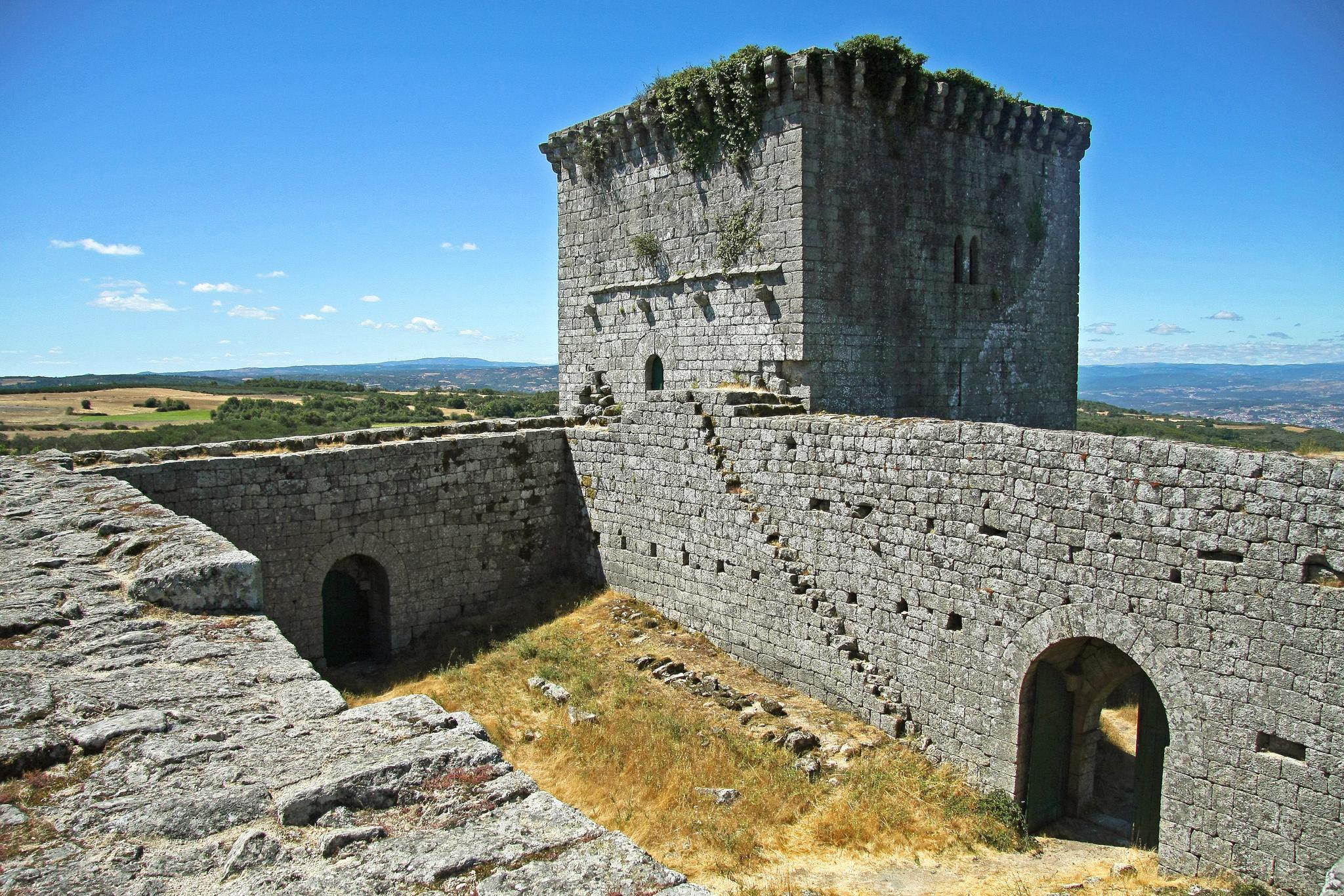
Cour intérieure du château de Monforte.